# Adrian Østbye
Adrian Østbye, né le 26 janvier 1992 né à London, est un joueur de squash représentant la Norvège. Il atteint en février 2016 la 160e place mondiale sur le circuit international, son meilleur classement. Il est champion de Norvège à quatre reprises entre 2016 et 2021. 

## Palmarès

### Titres
- Championnats de Norvège: 4 titres (2016, 2018, 2019, 2021)

### Finales
- Championnats de Norvège: 3 finales (2015, 2017, 2020)